# Gianfranco Vinay
Gianfranco Vinay, né à Turin en 1945, est un musicologue italien, professeur d'histoire de la musique au Conservatoire Giuseppe Verdi de Turin, maître de conférences au département de musique de l'Université de Paris 8, enseignant à l'Ircam.

## Biographie
Gianfranco Vinay est un musicologue italien, professeur d'histoire de la musique au Conservatoire Giuseppe Verdi de Turin. Il devient ensuite maître de conférences au département de musique de l'Université de Paris 8. Il collabore depuis 1976 au Dictionnaire encyclopédique de la musique Utet.
En 1994, il s'installe à Paris où il participe au Conseil Scientifique de l'Unité Mixte «Recherche musicale» du CNRS et intervient comme enseignant à la formation doctorale en musicologie organisée par l'Ircam. 
Ses travaux portent sur les thèmes de la musique du xxe siècle, il publie notamment les ouvrages suivants : sur la musique américaine et soviétique (Il Novecento nell'Europa Orientale e negli Stati Uniti, Turin, EDT, 1978, deuxième édit., 1991) ;  sur le néoclassicisme de Stravinsky (Stravinsky Neoclassico. L'invenzione della memoria nel '900 musicale, Venise, Marsilio,1987) et sur Charles Ives et l'utopie sonore américaine (Michel de Maule, Paris, 2001). Plus récemment, il rédige plusieurs essais sur l'œuvre de Salvatore Sciarrino ainsi qu'une étude de la composition Quaderno di strada de ce dernier (Michel de Maule, Paris, 2007),,.

## Articles
- … un nuage de vent et de pierre…. Écoute écologique et imaginaire musical dans les œuvres dramatiques de Salvatore Sciarrino , Silences de l’oracle. Autour de l’œuvre de Salvatore Sciarrino, Laurent Feneyrou (auteur), Centre de documentation de la musique contemporaine, 2013, p. 85-92.
- Edgard Varèse : héritier de Berlioz au xxe siècle, Berlioz, textes et contextes, direction scientifique de Joël-Marie Fauquet, Catherine Massip et Cécile Reynaud, Société française de musicologie, 2011, p. 295-302.
- Les couleurs des sons , Olivier Messiaen, le livre du centenaire, coordination de Anik Lesure-Devriès et Claude Samuel, Symétrie, 2008, p. 147-164.
- « Topie » audiovisuelle et société du spectacle, Résistances et utopies sonores, musique et politique au xxe siècle, direction scientifique de Laurent Feneyrou, Centre de documentation de la musique contemporaine, 2005, p. 193-195.
- Historiographie musicale et herméneutique : une relecture des Fondements de l’historiographie musicale de Carl Dahlhaus, Orgues nouvelles, tome 84, n° 1, 1998 : Revue de musicologie, t. 84/1 (1998) (Revue de musicologie tome 84, n° 1, 1998), Société française de musicologie, p. 123-138.
- L’interprétation comme analyse : les Variations Goldberg, Orgues nouvelles, tome 81, n° 1, 1995 : Revue de musicologie, t. 81/1 (1995) (Revue de musicologie tome 81, n° 1, 1995), Société française de musicologie, p. 65-86.
- Stravinsky-Balanchine et le néoclassicisme « constructiviste », Repères, cahier de danse 2007/2 (n° 20), pages 7 à 10[5].

## Exposition
- 2019 : exposition « À travers le miroir » par Gianfranco Vinay, du 9 mai au 10 juin à l’Istituto Italiano di Cultura à Bruxelles[6], suivie d'un récital le 11 juin[7].